# 陸上自衛隊第1水陸機動聯隊
第1水陸機動联队（日语：第1水陸機動連隊），原稱西部方面普通科联队（英語：Western Army Infantry Regiment，通稱西普連），是日本陸上自衛隊水陸機動團旗下一支兩棲步兵部隊，自2018年3月27日起改為現名。主要任務是防衛日本領海上的離岸島嶼，尤其是九州地區的離島，其中包括沖繩。
該部隊駐紮於長崎縣佐世保市。

## 歷史

一名手持望遠鏡的西普連队員。該名隊員正在美國加州彭德頓營基地與美國海軍陸戰隊一同接受訓練。

西部方面普通科联队成立於2002年3月27日，成立目的主要是防衛日本離島免於敵軍的入侵或攻擊。然而，該部隊也會在需要時執行搜救任務。部隊成員主要來自於受過遊騎兵訓練的日本陸上自衛隊隊員，成立之初共有600名隊員。
2010年八月時，當時的日本政府考慮將傳統的第8師團或第15旅團轉變為美式兩棲作戰單位，目的是要給予西部方面隊一個營的兩棲戰力來應付任何突發狀況。
2013年，來自西部方面隊的普通科隊員經由日向號護衛艦及下北號運輸艦部署到美國加州進行兩棲作戰演習。
2018年3月27日，西部方面隊普通科联队改制為第1水陸機動联队，與第2水陸機動联队並列為水陸機動團轄下2支联队之一。第1水陸機動联队首屆联队長由西普連末代联队長豊田龍二1等陸佐（上校）接任。

### 可能相關部隊

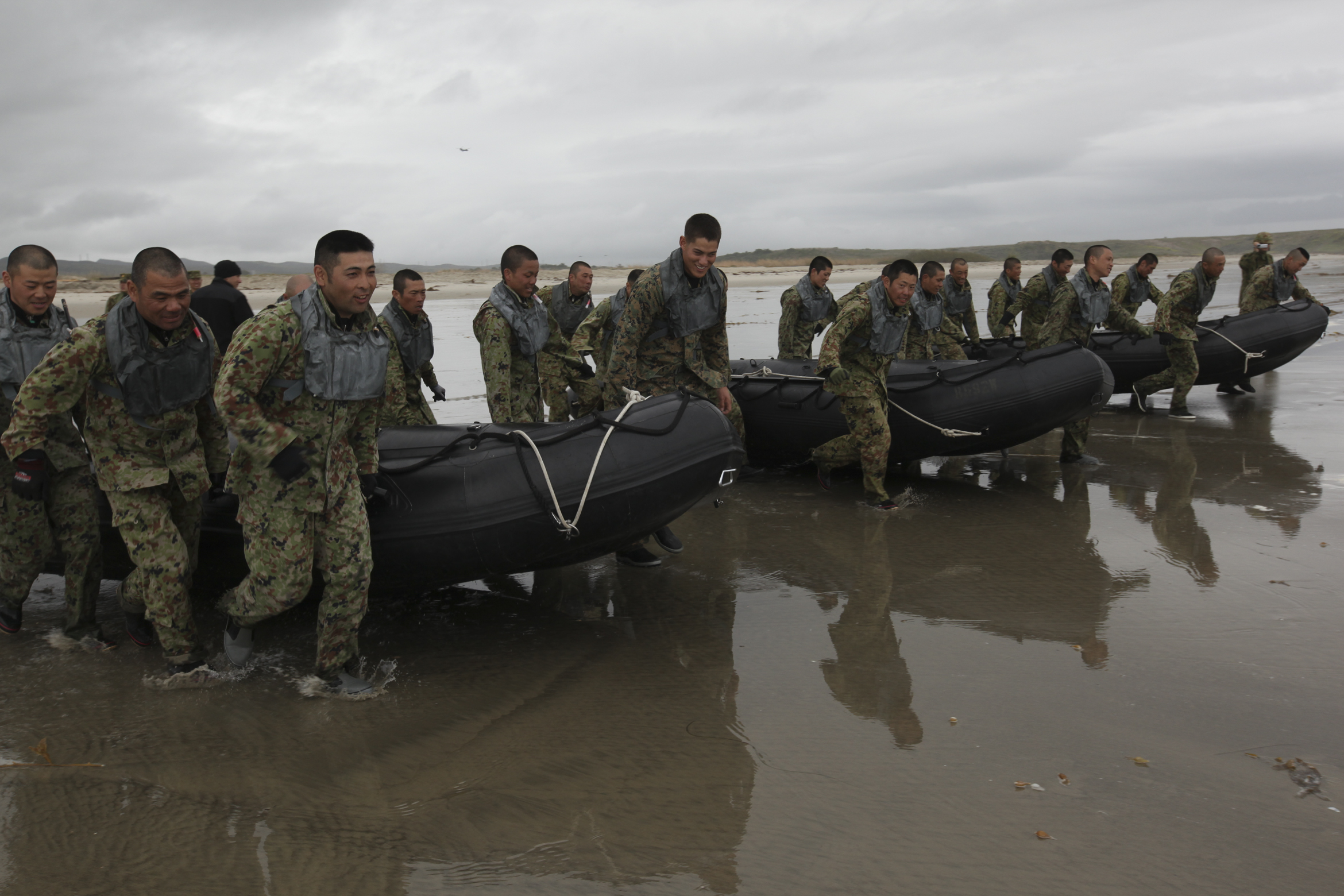
西普連士兵在一場訓練演習中與美国海军陆战队隊員一同提舉充氣筏。這些陸戰隊成員同時也是日本自衛隊隊員的翻譯員。

到了2013年6月時，日本防衛省為了擴充西部方面隊責任防區的防衛能力，計畫成立一支特殊的奪島突擊隊，主要任務是在戰爭中重奪外來勢力佔領下的日本離島。這支部隊將會與西普連一同執行任務，而當時的西普連正在經歷一連串的人員與裝備擴充（成員增至680名，增編數輛兩棲突擊載具）。另一方面，新部隊的裝備可能會包含新型的機動戰鬥車及輕型戰鬥車輛系統，另外還有V-22魚鷹式傾轉旋翼機。
這支部隊已經成為國家防衛計畫指導方針中的重要一環，並獲得日本政府的成立許可，以增強陸上自衛隊在未來戰爭中防衛離島的兩棲作戰能力，並進一步強化美日的同盟關係。

## 編制

### 西部方面普通科連隊(2002年 - 2018年)
- 联队本部
- 本部管理中隊（約60名）
- 第1中隊（約200名）
- 第2中隊（約200名）
- 第3中隊（約200名）

### 第1水陸機動聯隊(2018年 -)
- 联队本部
- 本部管理中隊
- 第1中隊
- 第2中隊
- 第3中隊
- 反戰車中隊

## 主要幹部

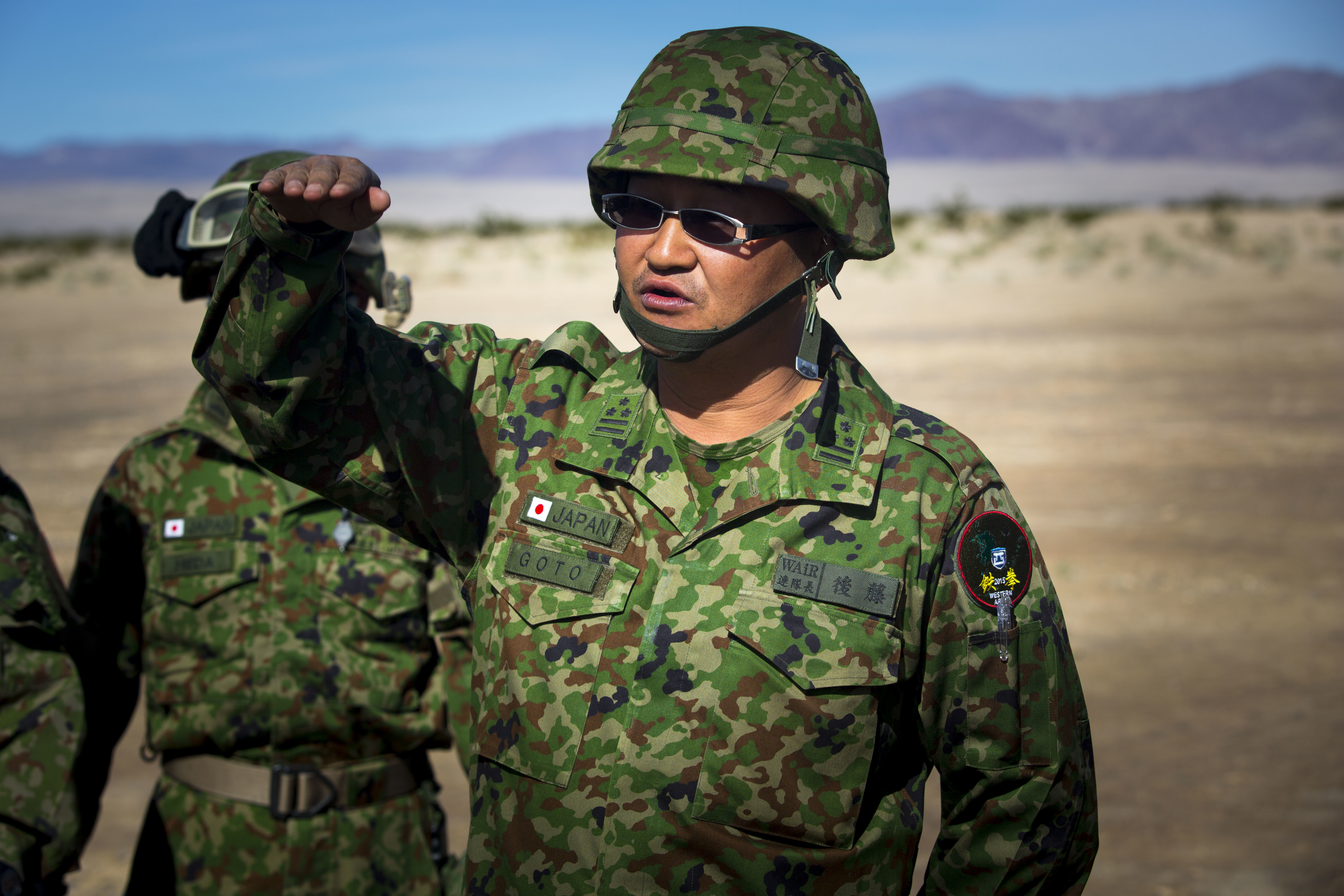
西部方面普通科联队長当時の後藤義之（2015年）

| 官職名            | 階級    | 姓名     | 補職發令日   | 前職                         |
| ----------------- | ------- | -------- | ------------ | ---------------------------- |
| 第1水陸機動联队長 | 1等陸佐 | 堀田朗伸 | 2024年8月1日 | 陸上総隊司令部総務部人事課長 |

| 代                                     | 氏名                                   | 在職期間                               | 前職                                            | 後職                                              |
| 西部方面普通科联队長（西部方面隊直轄） | 西部方面普通科联队長（西部方面隊直轄） | 西部方面普通科联队長（西部方面隊直轄） | 西部方面普通科联队長（西部方面隊直轄）          | 西部方面普通科联队長（西部方面隊直轄）            |
| -------------------------------------- | -------------------------------------- | -------------------------------------- | ----------------------------------------------- | ------------------------------------------------- |
| 01                                     | 越智正典                               | 2002年03月27日 - 2005年03月31日        | 第3教育団本部副                                 | 東北方面总監部总务部長                            |
| 02                                     | 山中洋二                               | 2005年04月01日 - 2007年07月02日        | 陸上幕僚監部防衛部運用課 特殊作战室長           | 中部方面総監部防衛部長                            |
| 03                                     | 若生明智                               | 2007年07月03日 - 2010年03月22日        | 統合幕僚学校教育課教官室学校教官                | 東北方面指揮所訓練支援隊長                        |
| 04                                     | 黒澤晃                                 | 2010年03月23日 - 2012年07月25日        | 第3師団司令部第3部長                            | 統合幕僚監部運用第1課 特殊作战室長                |
| 05                                     | 國井松司                               | 2012年07月26日 - 2014年07月31日        | 第1空挺團本部高級幕僚                           | 陸上自衛隊富士学校企画室長                        |
| 06                                     | 後藤義之                               | 2014年08月01日 - 2016年07月31日        | 西部方面総監部防衛部訓練課長                    | 陸上自衛隊研究本部主任研究开发官                  |
| 07                                     | 豊田龍二                               | 2016年08月01日 - 2018年03月26日        | 陸上幕僚監部教育訓練部教育訓練課 教育班長       | 第1水陸機動联队長                                 |
| 第1水陸機動联队長（水陸機動團直轄）    |                                        |                                        |                                                 |                                                   |
| 01                                     | 豊田龍二                               | 2018年03月27日 - 2018年07月31日        | 西部方面普通科联队長                            | 陸上自衛隊教育訓練研究本部 総合企画部综合企画課長 |
| 02                                     | 牧瀬孝幸                               | 2018年08月01日 - 2020年12月21日        | 第15旅團司令部第3部長                           | 陸上幕僚監部人事教育部厚生課 給与室長             |
| 03                                     | 開雅史                                 | 2020年12月22日 - 2022年07月31日        | 陸上自衛隊教育訓練研究本部                      | 陸上総隊司令部運用部副部長                        |
| 04                                     | 西田喜一                               | 2022年08月01日 - 2024年07月31日        | 陸上幕僚監部運用支援・訓練部 運用支援課企画班長 | 第15旅団司令部幕僚長                              |
| 05                                     | 堀田朗伸                               | 2024年08月01日 -                       | 陸上総隊司令部総務部人事課長                    |                                                   |

## 訓練內容
要成為一名西普联队員，必須先通過突擊訓練並獲認證。成功加入部隊後，成員還必須接受偵查訓練、生存訓練、戰術訓練，另外還有嚴苛的兩棲基本訓練課程（水陸両用基本訓練課程）、海上滲透訓練課程（洋上潜入課程）、艇長訓練及潛水課程。

## 裝備
西普連的主要裝備為輕裝步兵武器及機動載具，包括三菱73式吉普車、73式中型卡車、高機動車。單兵武器則包含美蓓亞PM-9衝鋒槍、89式突擊步槍、M249班用自動武器、M24狙擊手武器系統及卡爾·古斯塔夫無後座力炮等，支援武器則有英製的L16 81毫米迫擊砲及法製的120毫米RT迫擊砲。

## 外部連結
- 西部方面普通科联队の新編 2002年防衛白書 Archive.today的存檔，存档日期2014-02-08 （日語）
- YouTube上的Japan’s Elite Amphibious Force Trains with U.S. Marines